# Australiens Grand Prix 2024
Australiens Grand Prix 2024 (officielt navn: Formula 1 Rolex Australian Grand Prix 2024) var et Formel 1-løb, som blev kørt den 24. marts 2024 på Albert Park Circuit i Melbourne, Australien. Det var det tredje løb i Formel 1-sæsonen 2024.

## Kvalifikation
| Pos.               | Nr. | Kører            | Konstruktør                  | Del 1    | Del 2    | Del 3    | Grid |
| ------------------ | --- | ---------------- | ---------------------------- | -------- | -------- | -------- | ---- |
| 1                  | 1   | Max Verstappen   | Red Bull Racing-Honda RBPT   | 1.16,819 | 1.16,387 | 1.15,915 | 1    |
| 2                  | 55  | Carlos Sainz Jr. | Ferrari                      | 1.16,731 | 1.16,189 | 1.16,185 | 2    |
| 3                  | 11  | Sergio Pérez     | Red Bull Racing-Honda RBPT   | 1.16,805 | 1.16,631 | 1.16,274 | 61   |
| 4                  | 4   | Lando Norris     | McLaren-Mercedes             | 1.17,430 | 1.16,750 | 1.16,315 | 3    |
| 5                  | 16  | Charles Leclerc  | Ferrari                      | 1.16,984 | 1.16,304 | 1.16,435 | 4    |
| 6                  | 81  | Oscar Piastri    | McLaren-Mercedes             | 1.17,369 | 1.16,601 | 1.16,572 | 5    |
| 7                  | 63  | George Russell   | Mercedes                     | 1.17,062 | 1.16,901 | 1.16,724 | 7    |
| 8                  | 22  | Yuki Tsunoda     | RB-Honda RBPT                | 1.17,356 | 1.16,791 | 1.16,788 | 8    |
| 9                  | 18  | Lance Stroll     | Aston Martin Aramco-Mercedes | 1.17,376 | 1.16,780 | 1.17,072 | 9    |
| 10                 | 14  | Fernando Alonso  | Aston Martin Aramco-Mercedes | 1.16,991 | 1.16,710 | 1.17,552 | 10   |
| 11                 | 44  | Lewis Hamilton   | Mercedes                     | 1.17,499 | 1.16,960 | N/A      | 11   |
| 12                 | 23  | Alexander Albon  | Williams-Mercedes            | 1.17,130 | 1.17,167 | N/A      | 12   |
| 13                 | 77  | Valtteri Bottas  | Kick Sauber-Ferrari          | 1.17,543 | 1.17,340 | N/A      | 13   |
| 14                 | 20  | Kevin Magnussen  | Haas-Ferrari                 | 1.17,709 | 1.17,427 | N/A      | 14   |
| 15                 | 31  | Esteban Ocon     | Alpine-Renault               | 1.17,617 | 1.17,697 | N/A      | 15   |
| 16                 | 27  | Nico Hülkenberg  | Haas-Ferrari                 | 1.17,976 | N/A      | N/A      | 16   |
| 17                 | 10  | Pierre Gasly     | Alpine-Renault               | 1.17,982 | N/A      | N/A      | 17   |
| 18                 | 3   | Daniel Ricciardo | RB-Honda RBPT                | 1.18,085 | N/A      | N/A      | 18   |
| 19                 | 24  | Zhou Guanyu      | Kick Sauber-Ferrari          | 1.18,188 | N/A      | N/A      | PL2  |
| 107%-tid: 1.22,731 |     |                  |                              |          |          |          |      |
| Kilde:             |     |                  |                              |          |          |          |      |

Noter:
↑1 - Sergio Pérez blev givet en 3-plads straf for at køre i vejen for Nico Hülkenberg i del 1.
↑2 - Zhou Guanyu måtte starte fra pit lane efter at have ændret sin front wing.

## Resultat
| Pos.                                                               | Nr. | Kører            | Konstruktør                  | Omgange | Tid/Udgået  | Startpos. | Point |
| ------------------------------------------------------------------ | --- | ---------------- | ---------------------------- | ------- | ----------- | --------- | ----- |
| 1                                                                  | 55  | Carlos Sainz Jr. | Ferrari                      | 58      | 1:20.26,843 | 2         | 25    |
| 2                                                                  | 16  | Charles Leclerc  | Ferrari                      | 58      | +2,366      | 4         | 191   |
| 3                                                                  | 4   | Lando Norris     | McLaren-Mercedes             | 58      | +5,904      | 3         | 15    |
| 4                                                                  | 81  | Oscar Piastri    | McLaren-Mercedes             | 58      | +35,770     | 5         | 12    |
| 5                                                                  | 11  | Sergio Pérez     | Red Bull Racing-Honda RBPT   | 58      | +56,309     | 6         | 10    |
| 6                                                                  | 18  | Lance Stroll     | Aston Martin Aramco-Mercedes | 58      | +1.33,222   | 9         | 8     |
| 7                                                                  | 22  | Yuki Tsunoda     | RB-Honda RBPT                | 58      | +1.35,601   | 8         | 6     |
| 8                                                                  | 14  | Fernando Alonso  | Aston Martin Aramco-Mercedes | 58      | +1.40,992   | 10        | 4     |
| 9                                                                  | 27  | Nico Hülkenberg  | Haas-Ferrari                 | 58      | +1.44,553   | 16        | 2     |
| 10                                                                 | 20  | Kevin Magnussen  | Haas-Ferrari                 | 57      | +1 omgang   | 14        | 1     |
| 11                                                                 | 23  | Alexander Albon  | Williams-Mercedes            | 57      | +1 omgang   | 12        |       |
| 12                                                                 | 3   | Daniel Ricciardo | RB-Honda RBPT                | 57      | +1 omgang   | 18        |       |
| 13                                                                 | 10  | Pierre Gasly     | Alpine-Renault               | 57      | +1 omgang3  | 17        |       |
| 14                                                                 | 77  | Valtteri Bottas  | Kick Sauber-Ferrari          | 57      | +1 omgang   | 13        |       |
| 15                                                                 | 24  | Zhou Guanyu      | Kick Sauber-Ferrari          | 57      | +1 omgang   | PL        |       |
| 16                                                                 | 31  | Esteban Ocon     | Alpine-Renault               | 57      | +1 omgang   | 15        |       |
| 174                                                                | 63  | George Russell   | Mercedes                     | 56      | Uheld       | 7         |       |
| Ret                                                                | 44  | Lewis Hamilton   | Mercedes                     | 15      | Motor       | 11        |       |
| Ret                                                                | 1   | Max Verstappen   | Red Bull Racing-Honda RBPT   | 1       | Bremser     | 1         |       |
| Hurtigste omgang: Charles Leclerc (Ferrari) - 1.19,813 (omgang 56) |     |                  |                              |         |             |           |       |
| Kilde:                                                             |     |                  |                              |         |             |           |       |

Noter:
↑1 - Inkluderer point for hurtigste omgang.
↑2 - Fernando Alonso blev givet en 20-sekunders straf for farlig kørsel. Hans slutposition gik som resultat fra 6. til 8. pladsen
↑3 - Pierre Gasly blev givet en 5-sekunders straf for krydse strengen ved pit lang exit. Hans slutposition forblev uændret af straffen.
↑4 - George Russell udgik af ræset, men blev klassificeret som færdiggjort, i det at han havde kørt mere end 90% af ræsdistancen.

## Stilling i mesterskaberne efter løbet
| Pos. | Kører            | Point |
| ---- | ---------------- | ----- |
| 1    | Max Verstappen   | 51    |
| 2    | Charles Leclerc  | 47    |
| 3    | Sergio Pérez     | 46    |
| 4    | Carlos Sainz Jr. | 40    |
| 5    | Oscar Piastri    | 28    |

| Pos. | Konstruktør           | Point |
| ---- | --------------------- | ----- |
| 1    | Red Bull-Honda RBPT   | 97    |
| 2    | Ferrari               | 93    |
| 3    | McLaren-Mercedes      | 55    |
| 4    | Mercedes              | 26    |
| 5    | Aston Martin-Mercedes | 25    |